# Iokaste (måne)
Iokaste er en af planeten Jupiters måner: Den blev opdaget 23. november 2000 af et hold astronomer fra Hawaiis Universitet under ledelse af Scott S. Sheppard. Lige efter opdagelsen fik den den midlertidige betegnelse S/2001 J 3, og efter det nummereringssystem som blev indført med opdagelsen af de galileiske måner hedder den. Jupiter XXIV. Sidenhen har den Internationale Astronomiske Union formelt opkaldt den efter Iokaste, som den græske mytologi er mor til Ødipus.
Iokaste hører til Ananke-gruppen; en gruppe af i alt 16 Jupiter-måner med omtrent samme omløbsbane som Ananke. Iokaste er ca. 5,2 kilometer i diameter, og ud fra skøn over dens masse anslås dens massefylde til ca. 2600 kilogram pr. kubikmeter: Det tyder på at den hovedsageligt består af klippemateriale, og i mindre omfang af is. Den har en mørk overflade med en albedo på blot 4%.